# Гедда Ґаблер

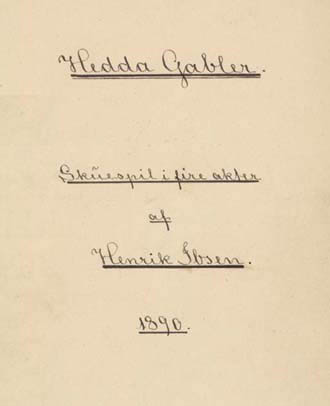
Рукопис твору

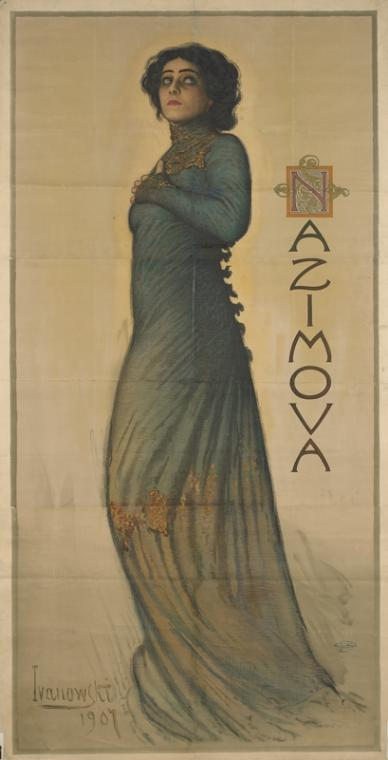
Алла Назимова у ролі Гедди Ґаблер

«Ге́дда Ґа́блер» (Hedda Gabler) — п'єса норвезького драматурга Генріка Ібсена, вперше поставлена в 1891 році в Мюнхені. Переклала Анастасія Грінченко в 1908 році.
Перші глядачі не оцінили п'єсу, але з роками вона стала сприйматися як одна з основ світового театру. Головну героїню грали Елеонора Дузе, Луїза Дюмон, Віра Коміссаржевська, Алла Назимова, Інгрід Бергман, Ева ле Галлієні і багато інших видатних акторок. [Архівовано 1 жовтня 2013 у Wayback Machine.] У 1975 році за роль Гедди на «Оскар» номінувалася англійка Гленда Джексон. Левборга в цьому фільмі зіграв Патрік Стюарт. Український театр має за честь грати «Гедду Ґаблер».

## Дійові особи
- Йорган Тесмана — аспірант кафедри історії культури.
- Фру Гедда Тесмана — його дружина, до шлюбу Ґаблер.
- Фрекен Юліані — його тітка.
- Фру Tea Ельвстед — до шлюбу Рюсінг.
- Асесор бракк — суддя, старий знайомий генерала Ґаблер
- Ейлерта Левборг — однокурсник Тесмана.
- Берта — служниця в будинку Тесмана.

## Сюжет
Гедда Ґаблер, перш за все, дочка свого батька, генерала Ґаблера, який, мабуть, на відміну від всіх інших її чоловіків, був непересічною людиною. Вона б хотіла стати такою, як він. Але жіноча несвобода заважає їй: не тільки в широкому соціальному контексті — сфері, куди її несвідомо тягне, але й у приватному, особистому. Гедда могла б вибрати своїм девізом «Noli me tangere» — «Не чіпай мене». Вона з тих, кому органічно огидний не тільки фізичний, але й душевний людський «дотик», навіть якщо мова йде про чоловіка, в якого, як їй самій здається, вона закохана, — Ейлерта Левборга. Все земне для неї вульгарне і потворне. Вона шукає героя, якого, звичайно, немає в затишно-міщанському світі її оточення. Ставши дружиною Тесмана, вона потрапляє в пастку ситуації сімейного життя — родичі, гостювання, можлива вагітність. Але життєве амплуа Гедди — трагічна героїня. У будь-якому разі, її ненависть до агресивно-речового світу — трагедійних, античних масштабів. Вона і діє так, як одна з класичних античних героїнь — Медея. Гедда Ґабблер закінчує життя самогубством, вбиває не тільки себе, але й ненароджену дитину. Це помста світу чоловіків, сконцентрованому в Тесманні, який аж ніяк не Язон, але помста йому так само страшна — умертвіння його нащадка. Але Гедда ще вбиває і «дитя» Левборга — знищує його рукопис, створений з іншою жінкою, ненависною Tea. Сам Левборг для неї недоступний. Тому один з пари пістолетів (деталь, по-чехівськи невідворотно супроводжує Гедду Ґаблер до кінця п'єси) призначений Левборгу для самогубства, на яке той не пішов і загинув лише випадково. Гедда Ґаблер — руйнівниця не тільки чоловічого світу. Справжні жінки, такі, як Tea з її полохливою жіночністю, пухнастим кучерявим волоссям, огидні їй майже фізично. В собі самій їй теж нестерпна жінка. Її вона і вбиває, використавши другий пістолет.

## Фільмографія
- Hedda Gabler (1917), німий фільм, США 1 [Архівовано 10 липня 2020 у Wayback Machine.]
- Hedda Gabler (1920), німий фільм, Італія 2 [Архівовано 8 листопада 2016 у Wayback Machine.]
- Hedda Gabler (1925), німий фільм, Німеччина, Гедда — Аста Нельсен 3 [Архівовано 8 листопада 2016 у Wayback Machine.]
- Hedda Gabler (1957), телеспектакль, Велика Британія [4]
- Hedda Gabler (1961), х/ф, Югославія [5]
- Hedda Gabler (1961), телефільм, Австралія
- Hedda Gabler (1963), телефільм, Німеччина, Гедда — Рут Льюверік [6]
- Hedda Gabler (1963), телефільм, США, Гедда — Інгрід Бергман [7]
- Hedda Gabler (1963), телефільм, Велика Британія (BBC)
- Hedda Gabler (1972), телефільм, Велика Британія [8]
- Hedda Gabler (1975), х/ф, Норвегія
- Hedda (1975), х/ф, Велика Британія, Гедда — Гленда Джексон [9]
- Hedda Gabler (1978), х/ф, Бельгія [10]
- Hedda Gabler (1979), х/ф, Італія [11]
- Hedda Gabler (1980), телефільм, Гедда — Діана Рігг [12]
- Hedda Gabler (1981), х/ф, Велика Британія
- Hedda Gabler (1984), х/ф, Бельгія
- Hedda Gabler (1993), х/ф, Швеція
- Hedda Gabler (1993), телеспектакль Національного Театру, Гедда — Фіона Шоу [13]
- Hedda Gabler (2004), х/ф, США [14]
- Hedda Gabler (2014 року), х/ф, Гедда — Рита Раміані [15]